# Olpe (huyện)
Olpe là một huyện ở đông nam North Rhine-Westphalia, Đức. Các huyện giáp ranh là Märkischer Kreis, Hochsauerland, Siegen-Wittgenstein, Altenkirchen, Oberbergischer Kreis.
Huyện được lập năm 1817 với tên Bilsteiner Kreis, năm 1819, huyện lỵ đóng ở Olpe. Trong cuộc tổ chức lại các huyện năm 1969, nhiều đô thị của huyện được hợp nhất thành các thành phố. Huyện có ranh giới như ngày nay trong cuộc tổ chức lại lần hai vào năm 1974. Huyện toạ lạc ở tây nam của núi Sauerland

## Thị xã và đô thị
| Thị xã                                           | Đô thị                                 |
| ------------------------------------------------ | -------------------------------------- |
| 1. Attendorn 2. Drolshagen 3. Lennestadt 4. Olpe | 1. Finnentrop 2. Kirchhundem 3. Wenden |